# Arbing (Oberösterreich)
Arbing ist eine Gemeinde  in Oberösterreich im Bezirk Perg im Mühlviertel mit 1540 Einwohnern (Stand 1. Jänner 2024). Der Ort im Gerichtsbezirk Perg liegt rund sieben Kilometer östlich der Bezirkshauptstadt Perg, wo sich auch das zuständige Bezirksgericht befindet.
Der Name der Gemeinde leitet sich vom Personennamen Arbeo oder Arbo ab und deutet auf eine Gründung im Frühmittelalter hin. Die erstmalige urkundliche Erwähnung fällt in das Jahr 1137 oder 1139. Die heutige flächenmäßige Ausdehnung erhielt das Gemeindegebiet durch die Eingemeindung von Teilen der Gemeinde Puchberg im Machland Ende 1954.
Der seit 1483 als Kirchturm fungierende Wehrturm einer nicht mehr vorhandenen mittelalterlichen Burganlage aus dem 13. Jahrhundert hat keine Spitze, prägt das Landschaftsbild und ist als markantes Wahrzeichen auch im Gemeindewappen abgebildet.

## Geografie

### Lage und Umgebung, Geologie
Das Ortszentrum der Gemeinde Arbing liegt auf einer Höhe von 278 m ü. A. Die Ausdehnung des im nördlichen Teil hügeligen und im südlichen Teil flachen Gemeindegebietes beträgt sowohl von Nord nach Süd als auch von West nach Ost etwa 4,4 km und die Gesamtfläche 12,02 km², 17,5 % der Fläche sind bewaldet, 71,7 % der Fläche sind landwirtschaftlich genutzt.
Die Gemeinde liegt im Untermühlviertler Schollenland, einem Ausläufer des Granit- und Gneisplateaus. Aus geologischer und geomorphologischer Sicht sowie unter Aspekten der Raumnutzung gehört das Gemeindegebiet von Arbing zu 3 der 41 Raumeinheiten des Bundeslandes Oberösterreich. Der in der Ebene befindliche Teil liegt in der Raumeinheit Machland. Ein kleiner Teil des Arbinger Gemeindegebietes in den Ortschaften, Hummelberg, Mollnegg und Roisenberg gehört zur Raumeinheit Aist-Naarn-Kuppenland. Zwischen den beiden eben erwähnten Raumeinheiten liegt die Raumeinheit Südliche Mühlviertler Randlagen, zu der die teilweise dichter besiedelten südlich ausgerichteten Abhänge des Gemeindegebietes in Groißing, Hummelberg, Arbing, Frühstorf und Puchberg zählen. Die Grenze zwischen Machland und Südlichen Mühlviertler Randlagen verläuft von Tobra bis Puchberg entlang der Donau Straße.

### Gewässer
Im Westen bildet der in Windhaag entspringende, im Oberlauf Modlerbach und an der Grenze zwischen Perg und Münzbach Kropfmühlbach genannte Tobrabach teilweise die Westgrenze zur Nachbargemeinde Perg. Ein Teil der Südgrenze zu Mitterkirchen verläuft ebenfalls entlang des Tobrabaches, da dieser südlich der Ortschaft Tobra die Richtung mit einem beinahe rechtwinkeligen Winkel wechselt. Im Nordosten fungiert der Falkenbauerbach als Grenze zur Marktgemeinde Münzbach. Ein Teil der Ostgrenze zur Marktgemeinde Baumgartenberg wird vom Deimingerbach und ein kleines Stück vom Puchbergerbach gebildet.
Der Tobrabach kreuzt im Bereich der Ortschaft Arbing den Arbingerbach mittels einer Betonrinne und den Deimingerbach mittels einer Überleitung und fließt dann weiter in Richtung Baumgartenberg.
Der Arbingerbach heißt im Oberlauf Neuhauserbach und entspringt nördlich von Hummelberg an der Grenze zu Münzbach. Er weist ein Einzugsgebiet von zehn Quadratkilometern auf und wurde auf einer Länge von 5,8 km kartiert. Der Bach fließt zunächst durch ein Waldgebiet, bevor er in ein gesichertes und über weite Strecken reguliertes Bachbett gelangt und in Arbing durch einen Kastendurchlass auf einer Länge von 200 Metern unter der Ortschaft durchgeführt wird. Südlich davon fließt der Bach in einem bis zu zwei Meter eingetieften Graben, quert den Tobrabach, der mittels einer Betonrinne übergeleitet wird und gelangt weiter Richtung Südosten in die Bruderau und auf das Gemeindegebiet von Baumgartenberg.
Der Deimingerbach entspringt auf einer Seehöhe von 670 m ü. A. in einem Waldgebiet nordwestlich des Deimingergutes in der Nähe der Ortschaft Mollnegg. Zusammen mit dem Puchbergerbach wird ein Gebiet von 8,4 km² entwässert. Der Bach wurde ab der Siebermühle nach Süden umgeleitet und überquert etwa 80 Meter vor der Einmündung in den Arbingerbach den Tobrabach, der mittels einer Betonkreuzung darüber geleitet wird.

### Gemeindegliederung
| Katastralgemeinden                                   | Ortschaften in der Gemeinde |
| ---------------------------------------------------- | --- |
| Arbing (7,66 km²) Puchberg im Machlande I (4,37 km²) | Arbing (D) · Frühstorf (D) Grillenbergersiedlung (Sdlg) Groißing (D) · Hehenberg (E) · Hummelberg (ZH) · Mollnegg (E) · Puchberg im Machland (D) · Roisenberg (ZH) Standreith (W) |
| Legende                                              | |

| In der Spalte Katastralgemeinden sind sämtliche Katastralgemeinden einer Gemeinde angeführt. In der Klammer ist die jeweilige Fläche in km² angegeben. |
| In der Spalte Ortschaften sind sämtliche von der Statistik Austria erfassten Siedlungen, die auch eine eigene Ortschaftskennziffer aufweisen, angeführt. In der Hierarchieebene derselben Spalte, rechts eingerückt, werden nur Ansiedlungen, die mindestens aus mehreren Häusern bestehen, dargestellt. Die wichtigsten der verwendeten Abkürzungen sind: - M = Hauptort der Gemeinde - Stt = Stadtteil - R = Rotte - W = Weiler - D = Dorf - ZH = Zerstreute Häuser - Sdlg = Siedlung - Hgr = Häusergruppe - E = Einzelgehöft (nur wenn sie eine eigene Ortschaftskennziffer haben) Die komplette Liste der Statistik Austria ist in: Topographische Siedlungskennzeichnung nach STAT Zu beachten ist, dass manche Orte unterschiedliche Schreibweisen haben können. So können sich Katastralgemeinden anders schreiben als gleichnamige Ortschaften bzw. Gemeinden. Quelle: Statistik Austria – Liste für Oberösterreich (PDF) |

Arbing besteht seit der Eingemeindung von Teilen der Gemeinde Puchberg im Machland am 1. Jänner 1955 aus den beiden Katastralgemeinden Arbing und Puchberg (in Klammern Einwohnerzahl Stand 1. Jänner 2024):
- Katastralgemeinde Arbing mit den Ortsteilen Arbing (788), Frühstorf (181), Groißing (210) und Puchberg im Machland (116)
- Katastralgemeinde Puchberg im Machlande I mit den Ortsteilen Hehenberg (0), Hummelberg (131), Mollnegg (5) und Roisenberg (109)

### Nachbargemeinden
Arbing hat vier Nachbargemeinden, alle liegen im Bezirk Perg.
|      | Münzbach                                    |                |
| Perg | Kompassrose, die auf Nachbargemeinden zeigt | Baumgartenberg |
|      | Mitterkirchen                               |                |

## Geschichte

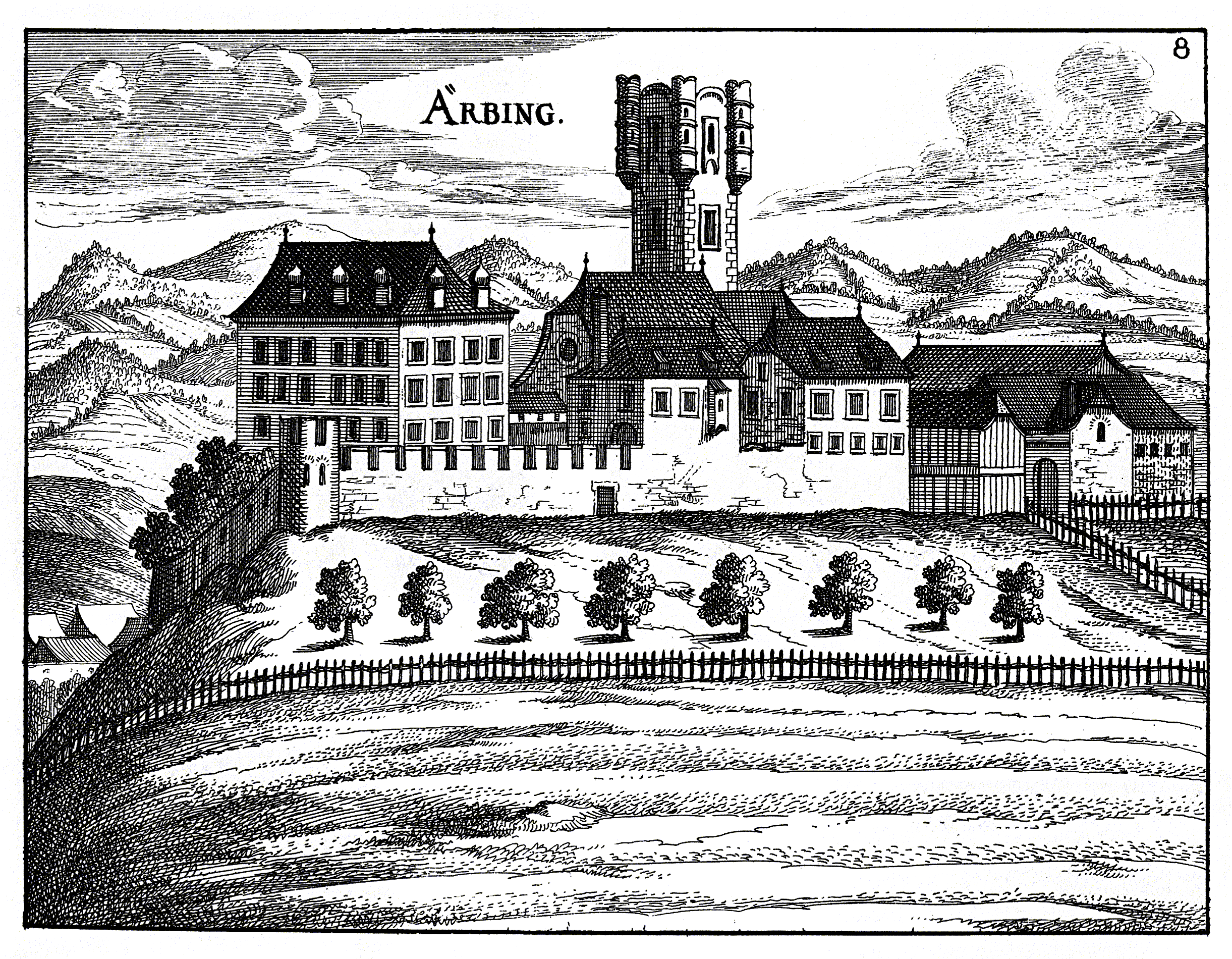
Burg Arbing. Kupferstich aus Georg Matthäus Vischers Topographia Austriae superioris modernae (1674) – Links: Schloss Arbing, daneben im Vordergrund die Südwestansicht des Jägerhäusls und dahinter rechts die Pfarrkirche mit dem markanten Wehrturm als Kirchturm

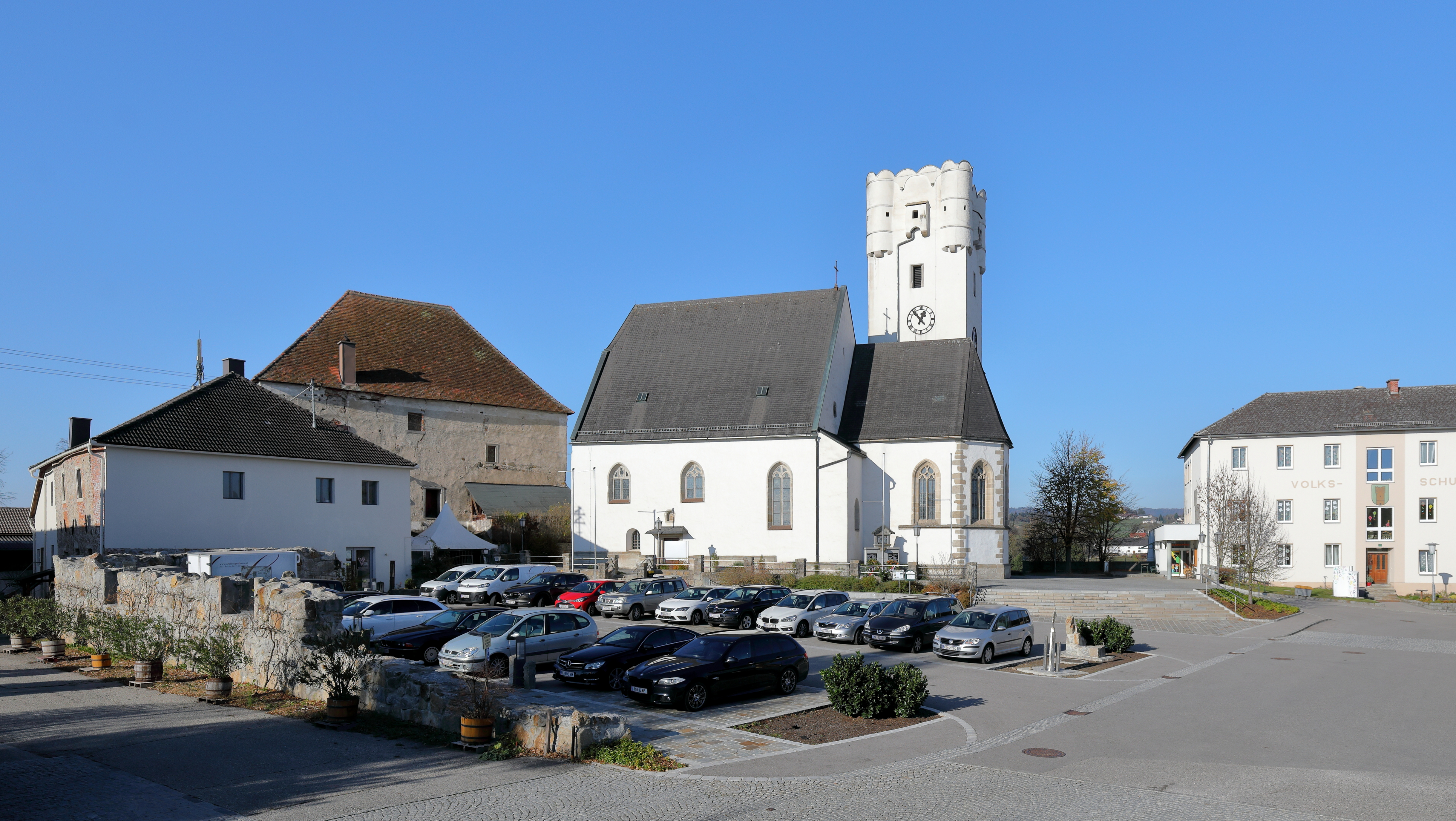
Schlossberg mit Kirche und Schloss Arbing

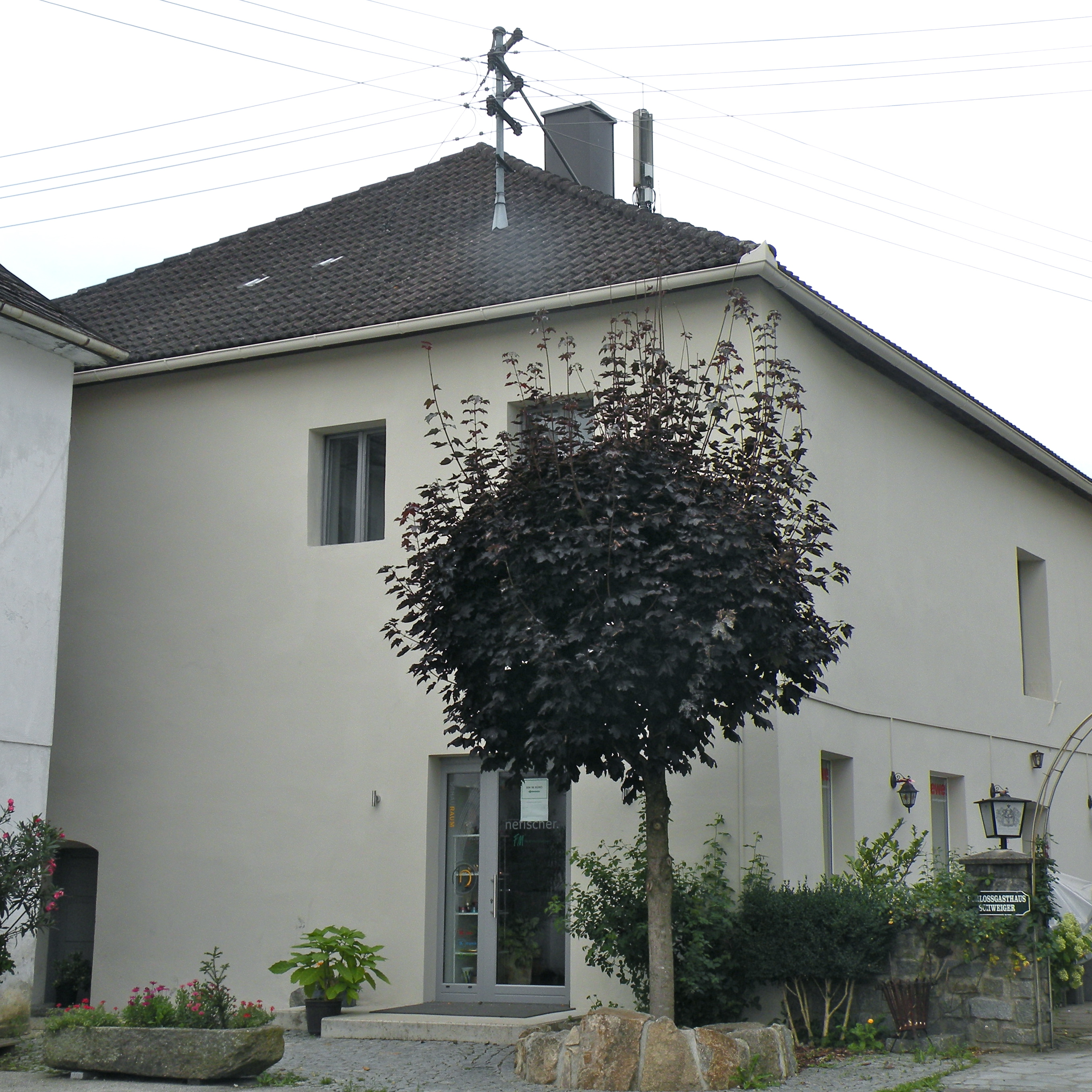
Das Jägerhäusl wird als Ausstellungs- und Lagerraum genutzt – Nordostansicht

Funde auf dem Gemeindegebiet von Arbing, die als Nachweis für die Anwesenheit von Menschen dienen können, werden der Jungsteinzeit (Neolithikum, circa 5000 bis 1900 vor Christus) zugeordnet, u. a. ein zehn Zentimeter langes Stein-Flachbeil in nordischer Form, ein Lochbeilfragment aus grün-braun gesprenkeltem Serpetin und ein Klopfstein aus Aplit.
Während der Römerzeit lag Arbing nur wenige Kilometer nördlich der Grenze der Provinz Noricum, die in diesem Bereich vom Limes beziehungsweise von der Donau gebildet wurde , knapp außerhalb der 7,5 km breiten Pufferzone zwischen Römern und Barbaren. Das römische Kastell Adiuvense (Wallsee) und das römische Militärlager Lauriacum (Enns/Lorch) lagen in Sichtweite. Siedlungsspuren aus dieser Zeit sind auf dem Gebiet der Gemeinde Arbing nicht nachweisbar.
Der sprachliche Einfluss der slawischen und baierischen Siedlungstätigkeit im 7. und 8. Jahrhundert ist verschiedentlich in den Bezeichnungen des Ortes, der Ortschaften und der Bauernhöfe erhalten geblieben. Die Gegend um Arbing war ursprünglich im Ostteil des Herzogtums Bayern gelegen und gehörte ab dem 9. Jahrhundert zur Awarenmark.
Zur Zeit der Babenberger lagen die späteren Katastralgemeinden Puchberg und Arbing in der Markgrafschaft beziehungsweise später im Herzogtum Österreich im Machland auf dem Gebiet der Herren von Machland. Die älteste urkundliche Erwähnung von Arbing erfolgte 1137 in einer Urkunde von Herzog Leopold IV. in der Liste der Zeugen. Sie lautet „Arbingin“, der Ortsname geht wohl auf den Männernamen Arbeo/Arbo zurück. Ebenfalls im 12. beziehungsweise 13. Jahrhundert erfolgten die Nennungen von Frühstorf (Fridhalmesdorf 1209) und Groißing (Chrebizingen 1114). Das Landgericht Machland hatte in der ersten Jahrzehnten des 13. Jahrhunderts seinen Sitz auf der Burg in Arbing, bevor es auf die Burg Mitterberg verlegt wurde. Erster namentlich bekannter Landrichter war Wenzel (Wetzel) von Arbing (Erbing).
Im 15. Jahrhundert gelangten die Walchen in den Besitz der Herrschaft Arbing. Hanns IV. war 1434 Verweser der Hauptmannschaft ob der Enns. Die Walchen haben die Pfarrkirche neu gebaut und 1483 die Umwidmung des Wehrturms der zu einem Schloss umgebauten Burg zu einem Kirchturm veranlasst. Über die Jahrhunderte kam das Schloss zu häufigem Besitzwechsel zwischen adeligen Familien, bis es 1906 an eine Familie in Arbing verkauft wurde.
Das Gebiet um Arbing gehörte ursprünglich zur Mutterpfarre Naarn, die bereits 823 urkundlich erwähnt wurde. In der Burganlage befand sich eine Taufkapelle, die dem Heiligen Johannes dem Täufer geweiht war. 1147 wurde Arbing dem Stift Waldhausen einverleibt und 1335 war Arbing eine Filialkirche von Mitterkirchen. Als Pfarre wird Arbing erstmals 1633 erwähnt und nach der Aufhebung des Stifts Waldhausen stand Arbing unter dem Patronat des Religionsfonds. Seit 1939 wird der Arbinger Pfarrer vom Linzer Bischof ernannt.
Der Ort Arbing ist am Fuß der mittelalterlichen Burganlage entstanden und gehörte bis 1493 zum Landgericht Machland, dann zum Landgericht Greinburg. 1603 wurde ein eigenes Landgericht Arbing geschaffen. Eine Schule in Arbing lässt sich bis 1675 zurückverfolgen. 1809 ist der Neubau einer Schule vermerkt. 1848 entstanden auf den Gebieten der gleichnamigen Katastralgemeinden die Gemeinden Arbing und Puchberg, die ab 1918 zu Gemeinden im Bundesland Oberösterreich wurden. Der Ausbau der Infrastruktur begann mit dem Bau eines Post- und Telegraphenamtes im Jahr 1873 beziehungsweise 1898 mit der Errichtung eines Bahnhofs an der Donauuferbahn und wurde unterbrochen durch die Kriegsjahre im Einklang mit der Entwicklung im ganzen Land fortgeführt.
Anfang der 1920er Jahre haben sowohl Arbing als auch Puchberg im Machland Notgeld herausgegeben. Von 1927 bis 1938 bestand in Arbing eine Molkerei, wo Landwirte aus den Gemeinden Arbing, Puchberg, Baumgartenberg, Saxen, Klam, Kreuzen, Sankt Thomas am Blasenstein, Münzbach, Windhaag, Ried, Rechberg, Naarn, Hofstetten und Mitterkirchen täglich 7.000 bis 8.000 Liter Milch anlieferten. 1938 wurde die Molkerei Arbing aufgelöst und der 1930 gegründeten Molkerei Machland-Baumgartenberg eingegliedert.
Nach dem Anschluss Österreichs an das Deutsche Reich am 13. März 1938 gehörten die beiden Gemeinden Arbing und Puchberg zum Gau Oberdonau. 1945 erfolgte die Wiederherstellung Oberösterreichs und die beiden Gemeinden gehörten ab 5. Mai 1945 zunächst zur amerikanischen und ab 9. Mai 1945 bis 1955 zur sowjetischen Besatzungszone.
Am 1. Jänner 1955 wurde die Gemeinde Puchberg im Machland aufgelöst und die westlichen Teile, namentlich die Ortschaften Puchberg, Hummelberg und Roisenberg einschließlich einiger Liegenschaften in Mollnegg und Hehenberg nach Arbing eingemeindet, wodurch die Gemeinde Arbing das heutige Flächenausmaß erreichte. Die Ortschaften Baumgartenberg West, Deiming, Kolbing, Hehenberg und Steindl wurden zum selben Zeitpunkt zur Gemeinde Baumgartenberg eingemeindet.

## Bevölkerung

### Bevölkerungsentwicklung
siehe Tabelle rechts
Die Einwohnerzahl war in der zweiten Hälfte des 19. Jahrhunderts stagnierend, betrug zur Jahrhundertwende 943 Personen und war in der ersten Hälfte des 20. Jahrhunderts, abgesehen vom Jahr 1939 rückläufig, wobei der Tiefpunkt 1951 mit 910 Personen erreicht wurde. Die Einwohnerzahl betrug zum 1. Januar 2019 1.480. Dies entspricht einem Bevölkerungswachstum von 62,64 Prozent seit dem Tiefststand von 1951.

### Bevölkerungsstruktur nach Geschlecht, Alter und Bildung
Die Gemeinde Arbing hatte am 1. Jänner 2009 1.374 Einwohner, davon 689 Männer und 685 Frauen.
Die grobe Altersstruktur der Arbinger Bevölkerung zum 1. Jänner 2009 zeigt, dass 68,9 % der Arbinger über 15 und unter 65 Jahre alt sind. Mit 15,4 % ist etwas weniger als ein Sechstel der Bevölkerung jünger und mit 15,8 % etwas weniger als ein Sechstel der Bevölkerung älter. Der Frauenanteil liegt bei der Hauptgruppe und bei den jüngeren Personen etwas niedriger als beim Gesamtwert, während er bei den älteren Personen mit 60,8 % deutlich höher liegt.
Von den 1025 Arbingern, die 2001 über 15 Jahre alt waren, sind 509 beziehungsweise 49,7 % Frauen. 39 Arbinger, das sind 3,9 % der über Fünfzehnjährigen, haben den Abschluss einer Universität, Fachhochschule oder Akademie, der Frauenanteil liegt hier mit 35,9 % deutlich unter dem der Bevölkerungsgruppe insgesamt. Weitere 83 Arbinger, das sind 8,1 % der relevanten Bevölkerungsgruppe, haben die Matura, dabei liegt der Frauenanteil mit 38,6 % ebenfalls deutlich unter dem an der betreffenden Bevölkerungsgruppe.
475 Arbinger, das sind mit 46,4 % fast die Hälfte der über Fünfzehnjährigen, haben eine Lehre oder berufsbildende mittlere Schule abgeschlossen, wobei der Frauenanteil 37,1 % beträgt. 428 oder 41,8 % der Arbinger haben nur einen Pflichtschulabschluss. Darunter sind mehr als zwei Drittel Frauen.

### Herkunft, Sprache, Religion
97,3 % der Arbinger Einwohner waren am 1. Jänner 2009 österreichische Staatsbürger und 95,1 % wurden in Österreich geboren. 1,5 % der Arbinger kamen aus anderen EU-Staaten, 1,2 % aus Nicht-EU-Staaten.
Der mittel- oder donaubairische Dialekt ist eine bairische Dialektform, die in ganz Oberösterreich verbreitet ist. Der ostösterreichische Zweig des Mittelbairischen geht auf die Mundart des durch die bairische Ostsiedlung entstandenen babenbergischen Herrschaftsgebietes Ostarrichi zurück.
Bei der Volkszählung 2001 haben 1243 Personen (96,8 %) Deutsch als Umgangssprache angegeben, 11 (0,9 %) Türkisch, 1 Kroatisch, 5 (0,4 %) Bosnisch, 4 (0,3 %) Tschechisch, 18 (1,4 %) eine sonstige Sprache.
Bei der Volkszählung 2001 haben 1226 Personen (95,5 %) römisch-katholisch als Religionsbekenntnis angegeben, 26 (2,0 %) islamisch, 10 (0,8 %) evangelisch, 1 orthodox und 5 (0,4 %) sonstige Glaubensrichtungen. 16 (1,2 %) der Arbinger haben sich zu keiner Religion bekannt.

## Kultur und Sehenswürdigkeiten
- Pfarrkirche Arbing: Die Pfarrkirche Arbing ist ein frühgotischer, zweischiffiger Kirchenbau mit epochentypischen Netzrippen- und Sternrippengewölbe. Die Besonderheit der Kirche liegt in ihrem Kirchturm. Hierbei handelt es sich um den umfunktionierten, ursprünglichen Wehrturm des Schlosses Arbing (wahrscheinlich aus dem 13. Jahrhundert). Der weit über das angrenzende Machland sichtbare Turm mit seinen abgerundeten Zinnen deutet immer noch mehr auf eine Burg als auf eine Kirche hin. Er ist das Wahrzeichen Arbings.
- Friedhof Arbing: Die durch die zunehmende Platzknappheit Ende der 1990er Jahre erforderliche Erweiterung des Friedhofs verwandelte diesen von einem unscheinbaren, abgeschlossenen Bauwerk zu einem offenen, architektonischen Juwel. Nach jahrelanger Planung wurde 2005 mit der Neugestaltung der Friedhofsmauer und des Eingangsbereichs nach Plänen des Architektenduos ArchArt begonnen. Das neue Pfortenbauwerk wirkt durch sein ausschließlich aus gefärbtem Sichtbeton bestehendes Material und seine Offenheit als Symbol für die Verbundenheit von Leben und Tod.
- Franziskuskapelle: Die 2011 eingeweihte, aus dunkelgrau gefärbtem Beton gefertigte Kapelle gegenüber dem Friedhof besitzt kein Dach, um den Blick deutlicher nach oben zu lenken und um dem franziskanischen Lebensstil nachzuempfinden.

## Wirtschaft und Infrastruktur

### Wirtschaftsbetriebe
In Arbing haben hauptsächlich örtlich und regional tätige Unternehmen und öffentliche Einrichtungen ihren Sitz, die im Wesentlichen der Nahversorgung dienen, darunter mehrere Autohäuser, Tischlereien, Gaststätten und ein Elektrounternehmen.
Zur Sicherung und Weiterentwicklung der Betriebe in der Region und damit zur Erhaltung von Arbeitsplätzen ist Perg gemeinsam mit Arbing, Klam, Mitterkirchen und Saxen Mitglied im Regionalen Wirtschaftsverband Machland. Dieser hat gemeinsam mit 14 weiteren derartigen Verbänden unter der Bezeichnung Interkommunale Betriebsansiedlung (INKOBA) die gemeinsame Entwicklung, Erschließung und Vermarktung von Betriebsstandorten als Aufgabe (Stand März 2009).
Seit 2002 wurde unter Inanspruchnahme von Förderungen der im Verband zusammenarbeitenden Gemeinden, des Landes Oberösterreich und der EU in Arbing ein Gewerbegebiet im Ausmaß von rund 70.000 m² (erweiterbar auf 170.000 m²) südlich der Donau Straße in hochwassersicherer Lage aufbereitet und es haben eine Reihe von Unternehmen ihren Standort dorthin verlagert, wobei neue Arbeitsplätze geschaffen wurden (u. a. Berolan – Trockenmörteladditive, Pascom Kommunikationsservice).
Die Gemeinde Arbing ist eine von 18 Gemeinden in der LEADER Region Strudengau.

### Beschäftigungssituation
Am 1. Jänner 2001 waren in Arbing 261 Personen beschäftigt. Von den in Arbing wohnenden 585 Erwerbstätigen pendelten 459 zu ihren Arbeitsplätzen außerhalb der Gemeinde, während gleichzeitig 135 Personen zu ihrem Arbeitsplatz nach Arbing pendelten.
278 Arbeitsplätze der Arbinger befinden sich in einer anderen Gemeinde des Bezirkes Perg, überwiegend in Baumgartenberg, Perg und Schwertberg und 150 außerhalb des Bezirks Perg in Oberösterreich, überwiegend in Linz-Stadt. Die restlichen Arbeitsplätze befinden sich in anderen Bundesländern, vereinzelt auch im Ausland. 107 Personen aus dem Bezirk Perg haben ihren Arbeitsplatz in Arbing, der Rest der Einpendler kommt aus anderen Bezirke von Oberösterreich bzw. anderen österreichische Bundesländern.
2001 waren von den Arbinger 7,9 % in der Land- und Forstwirtschaft, 39,2 % in Industrie, Gewerbe und Bauwesen sowie 52,6 % im Dienstleistungsbereich tätig. Der Anteil der in der Land- und Forstwirtschaft tätigen Arbinger betrug 1981 noch 17,8 %. Die Arbeitsplätze in Arbing bestanden zu 18,0 % in der Landwirtschaft, zu 43,7 % in Industrie, Gewerbe und Bauwesen sowie zu 38,3 % im Dienstleistungsbereich. 1981 waren noch 35,1 % der Arbeitsplätze in der Land- und Forstwirtschaft zu finden.

### Verkehrssituation
Arbing wird von der Donauuferbahn und der annähernd parallel dazu verlaufenden Donau Straße B 3 in Ost-West-Richtung durchquert. Wichtigste Verbindungsstraße nach Norden ist die Münzbacher Bezirksstraße L 1428. Im Übrigen wird das Gemeindegebiet durch Gemeindestraßen und Güterwege erschlossen. In Arbing befindet sich eine Haltestelle der Donauuferbahn. Darüber hinaus stehen im öffentlichen Verkehr Autobusse zur Verfügung. Anschlüsse an überregionale Verkehrsmittel befinden sich auch in der nahen Bezirkshauptstadt Perg.
Ein Großteil der Ein- und Auspendler ist auf das eigene Fahrzeug angewiesen. Die Donau Straße gewährleistet eine verhältnismäßig rasche Anfahrt nach Perg und in den Linzer Zentralraum. Die nächsten Autobahnanschlüsse befinden sich im Westen in Sankt Valentin, Enns und Asten und im Osten in Amstetten und in Ybbs mit einer Fahrzeit von jeweils rund einer halben Stunde. Für die Pendler bedeutet der in den letzten Jahren und Jahrzehnten erfolgte Ausbau der Donau Straße eine deutliche Verbesserung. Insbesondere anzuführen ist dabei die Ortsumfahrung von Perg.

### Infrastruktur

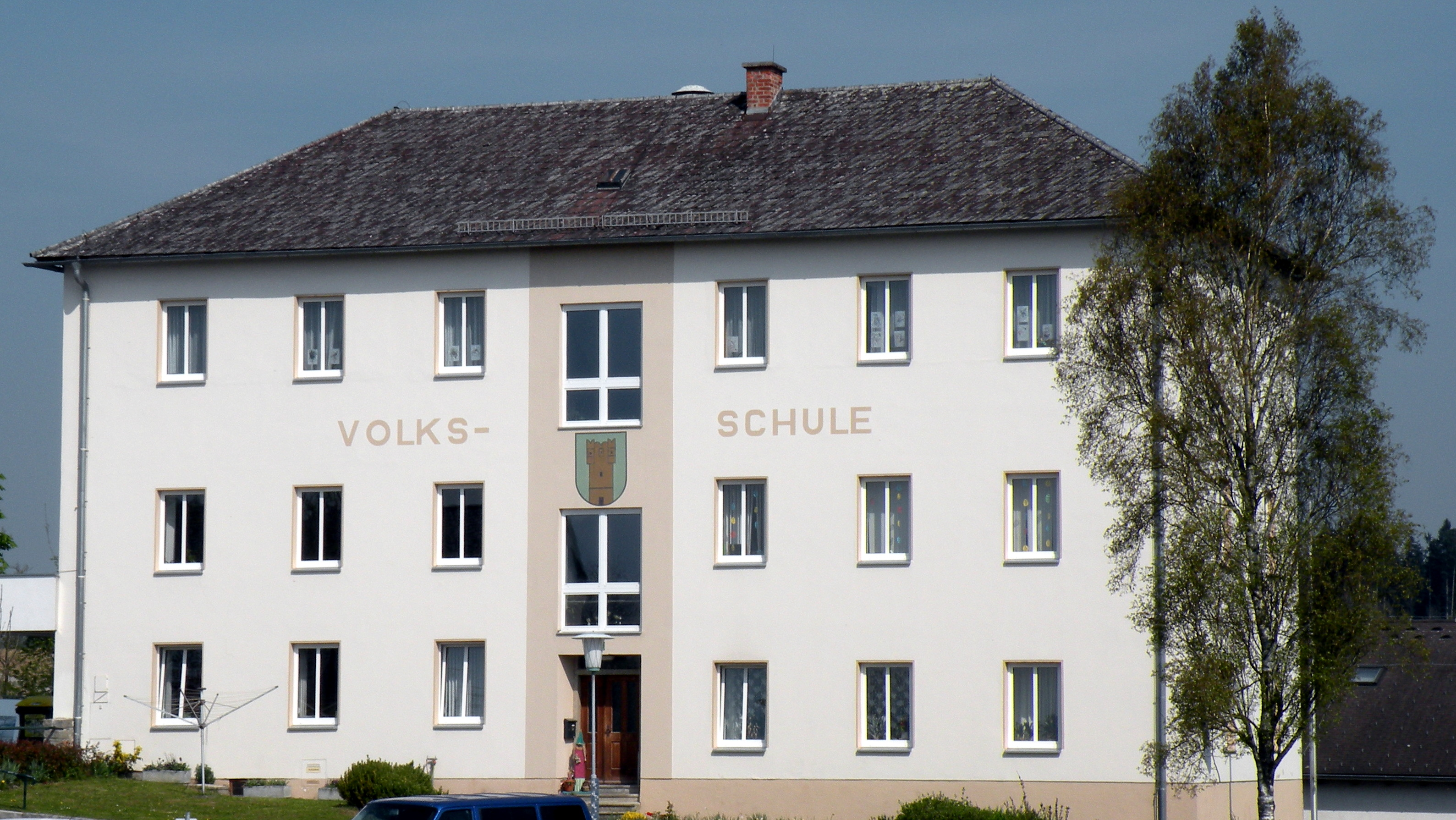
Volksschule Arbing

Die Stromversorgung der Gemeinde Arbing erfolgt im Wesentlichen durch das die Linz AG. Es besteht sowohl eine regionale Fernwärme-Versorgung für Teile des Gemeindegebietes als auch ein Anschluss an das oberösterreichische Ferngas-Netz. Es besteht eine örtliche Freiwillige Feuerwehr. In der Gemeinde Arbing besteht neben einem Kindergarten für die noch nicht schulpflichtigen Kinder eine Volksschule. Die Möglichkeit zum Besuch von Hauptschulen, eines Unterstufengymnasiums, des Polytechnischen Lehrgangs oder der mittleren und höheren Schulen ist im Bezirk Perg möglich, wobei vor allem die Stadt Perg als Schulstadt fungiert.

## Sport und Freizeit
In Arbing besteht eine Reihe von Vereinen, die den kulturellen Bedürfnissen der regionalen Bevölkerung nachkommen. Dazu gehören der Musikverein (gegründet vor 1866), der Union Sportverein (gegründet am 4. Juli 1967, Sektionen Fußball, Faustball, Stockschießen, Damenturnen und Wirbelsäulengymnastik), die Freiwillige Feuerwehr (gegründet 1899), eine Ortsgruppe des Österreichischen Kameradschaftsbundes, die Landjugend, der Foppaclub, der Arbinger Lercherl Club, der Jugendverein, der Siedlerverein (gegründet 1982), der Ikosaeder Soccer Club (kurz ISC) und andere Gruppierungen.
Der 2005 gegründete Verein für Dorferneuerung in Arbing hat das Ziel, den Schlossberg als historisches Ambiente zu entwickeln. Die gotische Kirche mit dem Wehrturm als Kirchturm wurde bereits 1991 renoviert, in den letzten Jahren auch der historische Stiegenaufgang mit sieben Kapellen sowie der mit mehreren Architekturpreisen ausgezeichnete Friedhofserweiterungsbau 2005/06.

## Politik

### Gemeinderat
Der Gemeinderat hat 19 Mitglieder.
- Mit den Gemeinderats- und Bürgermeisterwahlen in Oberösterreich 2003 hatte der Gemeinderat folgende Verteilung: 11 ÖVP, 7 SPÖ und 1 FPÖ.
- Mit den Gemeinderats- und Bürgermeisterwahlen in Oberösterreich 2009 hatte der Gemeinderat folgende Verteilung: 10 ÖVP, 7 SPÖ und 2 FPÖ.
- Mit den Gemeinderats- und Bürgermeisterwahlen in Oberösterreich 2015 hatte der Gemeinderat folgende Verteilung: 12 ÖVP, 4 SPÖ und 3 FPÖ.
- Mit den Gemeinderats- und Bürgermeisterwahlen in Oberösterreich 2021 hat der Gemeinderat folgende Verteilung: 8 ÖVP, 6 GRÜNE, 3 SPÖ und 2 FPÖ.[21]

Bei den Gemeinderatswahlen verfügte die ÖVP von 1945 bis zur Wahl 2015 über die absolute Mehrheit der Stimmen und Mandate, wobei sich der Stimmanteil zwischen 79,1 % (1949) und 53,7 % (2009) der abgegebenen Stimmen bewegte. Bei der Gemeinderatswahl 2021 verlor die ÖVP die absolute Mehrheit. Die GRÜNE Partei trat 2021 erstmals in Arbing bei der Gemeinderatswahl an und konnte dabei einen Stimmanteil von 31,4 % erreichen. Die Stimmanteile der SPÖ bewegten sich zwischen 17,5 % (2021) und 37,8 % (2003). Die FPÖ kandidiert seit 1973 und erzielte zwischen 6,4 % (2003) und 13,9 % (1979).

### Bürgermeister von Arbing
- Georg Steinkellner (1850 bis 1861)
- Michael Hueber (1861 bis 1864)
- Carl Fröschl (1864 bis 1867)
- Georg Lettner (1867 bis 1870)
- Karl Fröschl (1870 bis 1873)
- Franz Schwaiger (1873 bis 1876)
- Alois Pühringer (1876 bis 1885)
- Josef Unden (1885 bis 1888)
- Johann Grassl (1888 bis 1897)
- Josef Unden (1897 bis 1900)
- Georg Achleitner (1900 bis 1903)
- Franz Mayrhofer (1903 bis 1906)
- Georg Achleitner (1906 bis 1919)
- Johann Fritzl (1919 bis 1929)
- Franz Speckhofer (1929 bis 1938)
- Josef Gentersdorfer (1938 bis 1945)
- Rupert Hinterleitner (1945)[22]
- Johann Baumgartner (1945 bis 1959)
- Karl Schützeneder (1959 bis 1967)
- Alois Landl (1967 bis 1979)
- Johann Bauernfeind (1979 bis 2003)
- Georg Kragl (ÖVP) (2003 bis 2013)
- Josef Hiesböck (ÖVP) (2013 bis 2019)[23][24]
- Hermine Leitner (ÖVP) (seit 2019)[25][26][25]

### Bürgermeister von Puchberg
Die Bürgermeister der seit 1955 teilweise nach Arbing eingemeindeten Ortsgemeinde Puchberg im Machland sind im betreffenden Hauptartikel angeführt. 

### Wappen
Blasonierung:
„In Grün ein goldener, vom Schildfuß ausgehender, zweigeschossiger Wehrturm mit schwarzem Sockelgesims; im Sockelgeschoss eine schwarze, rechteckige Türöffnung, im oberen Geschoss eine schwarze, rechteckige Öffnung; bekrönt mit zwei Rundbogenzinnen und zwei erhöhten, dreigeschossigen Eckerkern mit je einer Schwalbenschwanzzinne und einer schwarzen, quadratischen Fensteröffnung in den mittleren Geschossen, dazwischen ein Gusserker mit schwarzem Dach und schwarzer, rechteckiger Fensteröffnung.“
Die Gemeindefarben sind Grün-Gelb-Schwarz.
Das Wappenbild zeigt in vereinfachter Darstellung das markante, auf einer in die Donauebene vorgeschobenen Rückfallkuppe liegende, weithin sichtbare Wahrzeichen von Arbing, den 28 m hohen ursprünglichen Wehrturm der nicht mehr erhaltenen mittelalterlichen Burganlage. Der mächtige, wohl noch aus dem 13. Jahrhundert stammende Bergfried wurde zum Turm der 1483 neu- bzw. umgebauten heutigen Pfarrkirche umfunktioniert. Die schmückenden Rundzinnen stammen aus der Mitte des 16. Jahrhunderts.
Die Verleihung des Rechts zur Führung eines Wappens und die Genehmigung der Gemeindefarben wurde mit Beschluss der OÖ. Landesregierung vom 17. Dezember 1979 beschlossen. Die Wappenverleihung fand am 16. November 1980 durch Landeshauptmann Josef Ratzenböck statt.

## Persönlichkeiten

### Söhne und Töchter
- Traude Korosa (* 1955), Autorin

### Ehrenbürger der Gemeinde
- Karl Binder, Bezirkshauptmann von Perg, (Ehrenbürger seit 1894)
- Matthias Moser, Pfarrer, (1894)
- Franz Rienmüller, Bezirkshauptmann von Perg bis 6. Juni 1938 und ab 15. Februar 1951
- Josef Mayrhofer, Landrat bis 6. Juni 1938
- Johann Blöchl, Landrat, Staatsbeauftragter für das Mühlviertel, (1953)
- Johann Baumgartner, Bürgermeister von Arbing, (1958)
- Ferdinand Baderer, Bürgermeister von Puchberg, (1960)
- Josef Enengl, Amtsleiter von Arbing von 1945 bis 1980, Träger des Goldenen Verdienstzeichens der Republik Österreich (1981)
- Alois Landl, Bürgermeister von Arbing, Träger des Goldenen Verdienstzeichens der Republik Österreich, (1982)
- Johann Bauernfeind, Bürgermeister von Arbing (1981–2003), Obmann des Regionalen Wirtschaftsverbandes Machland (INKOBA Machland, 2002–2011), Obmann des INKOBA-Lenkungsausschusses im Wirtschaftspark Perg-Machland (seit 2011), (2012)[28]

### Personen mit Bezug zur Gemeinde
- Wenzel von Arbing, war 1227 der erste namentlich bekannte Landrichter des damals in Arbing eingerichteten Landesgerichts Machland
- Walter Johannes Fischer (* 18. Dezember 1963), Gesangspädagoge, Sänger, Chorleiter und Kulturmanager
- Franz Kabelka (* 1. Oktober 1954), österreichischer Schriftsteller, in Perg und Arbing aufgewachsen